# Volvo F4

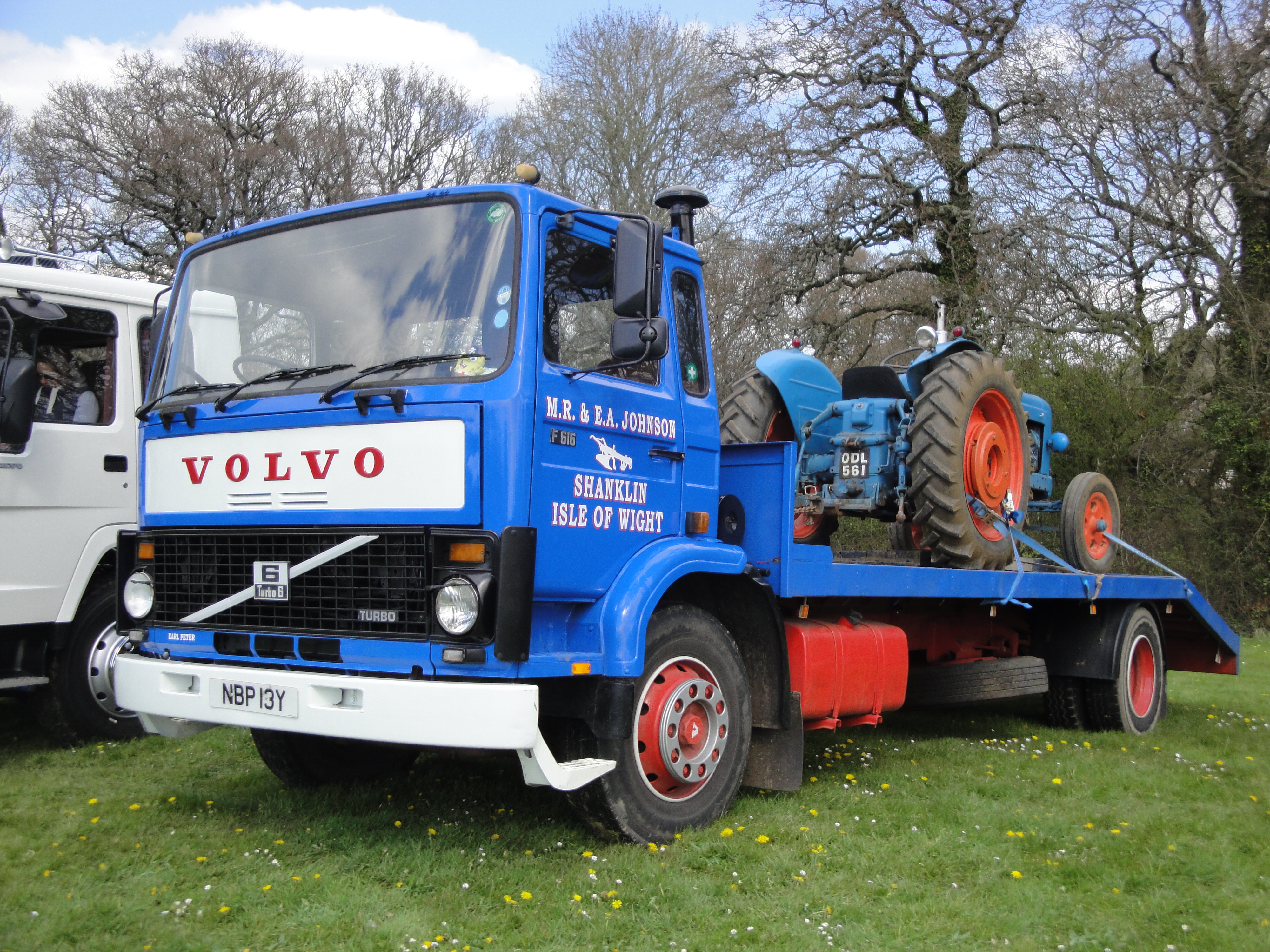
Volvo F616

De Volvo F4, F6 en F7 waren vrachtwagens die door de Zweedse vrachtwagenfabrikant Volvo gemaakt werden. Alle drie deze types maakten gebruik van de 'Club van vier'-cabine. Doordat op dat moment in Europa nog vaak douanekosten betaald moesten worden, besloot men bij Volvo de vrachtwagen niet in Zweden, maar in het Belgische Gent te produceren bij Volvo Europa Truck.
Het ging om een relatief licht model vrachtwagen, dat vooral voor korte afstanden en in stedelijke omgeving ontworpen was. De F4 kreeg viercilinder dieselmotoren, de F6 en F7 kregen zescilinder dieselmotoren.
Het later geïntroduceerde model F7 werd Truck van het jaar in 1979.
Het model verving de Volvo Snabbe (later Volvo F82 genoemd). De in 1985 geïntroduceerde opvolger Volvo FL leunde op de basis van de F4/F6/F7, maar was een volledig ander ontwerp. De productie van de F7 werd in 1985 stopgezet, de F4 en F6 volgden een jaar later.